# Groupe de la Gauche au Parlement européen
Pour les articles homonymes, voir GUE.
Le Groupe de la Gauche au Parlement européen (GUE/NGL), est un groupe politique de gauche du Parlement européen. Nommé jusqu'en 2020 « Groupe confédéral de la Gauche unitaire européenne/Gauche verte nordique », il est créé en 1995, à la suite du groupe confédéral de la Gauche unitaire européenne. Il regroupe des partis de gauche, de tendance socialiste, antilibérale, anticapitaliste, écosocialiste ou communiste. Il rassemble essentiellement des organisations membres de l'Alliance de la gauche européenne pour les peuples et la planète et du Parti de la gauche européenne (PGE), mais également quelques organisations membres de Animal Politics EU ou sans affiliation. 
Ce groupe de 46 députés européens, co-présidé depuis 2019 par Martin Schirdewan et Manon Aubry, est le septième et le second plus petit groupe de l'actuel Parlement européen.

## Histoire
La GUE/NGL est l'héritier des différents groupes parlementaires communistes ayant existé depuis 1973 au Parlement européen :
- Le Groupe communiste et apparentés (COM) de 1973 à 1989, qui se scinda en deux entités en 1989.
- La Coalition des gauches (CG) de 1989 à 1993, qui regroupait les formations les plus orthodoxes.
- La Gauche unitaire européenne (GUE) de 1989 à 1993, rassemblant les partis eurocommunistes.
- Gauche unitaire européenne (GUE) de 1994 à 1995, rassemblement des deux groupes précédents.

En 1995, à la suite du quatrième élargissement de l'Union européenne et l'entrée de la Suède, de la Finlande et de l'Autriche, des formations issues de ces nouveaux pays-membres (l'Alliance de gauche finlandaise et le Parti de gauche suédois) mais également de pays déjà membres (le Parti socialiste populaire danois) se réunirent au sein de l'Alliance de la Gauche verte nordique, qui demeura une structure informelle jusqu'en 2004. Affichant leur volonté de siéger aux côtés des élus de la GUE, ce dernier fut alors renommé Gauche unitaire européenne/Gauche verte nordique (GUE/NGL).
Lors des élections de 1999, le groupe s'élargit aux post-communistes allemands du Parti du socialisme démocratique, ainsi qu'aux trotskistes grecs du Mouvement démocratique social (en) (DIKKI) et français de la liste d'alliance Lutte ouvrière-Ligue communiste révolutionnaire (LO-LCR). Ces derniers demeurèrent néanmoins membres associés. En 2002, les quatre députés français du Pôle républicain décidèrent également de se joindre au groupe[réf. souhaitée].
À l'occasion des élections de 2004 en revanche, l'alliance LO-LCR perdit ses élus et le DIKKI fut dissous dans SYRIZA. Néanmoins le groupe vit l'arrivée d'élus du Bloc de gauche portugais et du Sinn Féin irlandais (un en république d’Irlande et un en Irlande du Nord), ainsi que de députés élus dans États ayant intégré l'Union lors du cinquième élargissement : les chypriotes du Parti progressiste des travailleurs (AKEL) et les tchèque du Parti communiste de Bohême et Moravie. Le groupe comptait alors 41 députés européens issus de 16 partis membres et originaires de 13 États de l'Union européenne. Il comprenait également quatre partis associés, dont trois alors non représentés au Parlement européen.
À l'issue des élections de 2009 l'effectif du groupe chuta de 41 à 35 membres. Il subit en effet les conséquences de la déroute des partis communistes italiens[réf. souhaitée], qui perdirent tous leurs élus alors qu'ils en comptaient jusqu'alors sept. De plus, l'officialisation de la défection des élus du Parti socialiste populaire danois au profit du groupe Verts/ALE, ainsi que la perte de son élu par l'Alliance de gauche finlandaise réduisirent l'Alliance de la Gauche verte nordique au seul député du Parti de gauche suédois. Le ralliement de l'un des deux élus du Centre de l'harmonie letton et les gains réalisés par les partis-membres allemand, français et portugais ne suffirent cependant pas à compenser ces pertes.
Le 25 mai 2014, à la suite des nouvelles élections européennes, le groupe gagna 18 députés, principalement espagnols, grâce aux résultats de Podemos et de la Gauche unie, devenant le cinquième groupe avec 52 membres, devançant ainsi les Verts/ALE de deux sièges.

## Positionnement politique

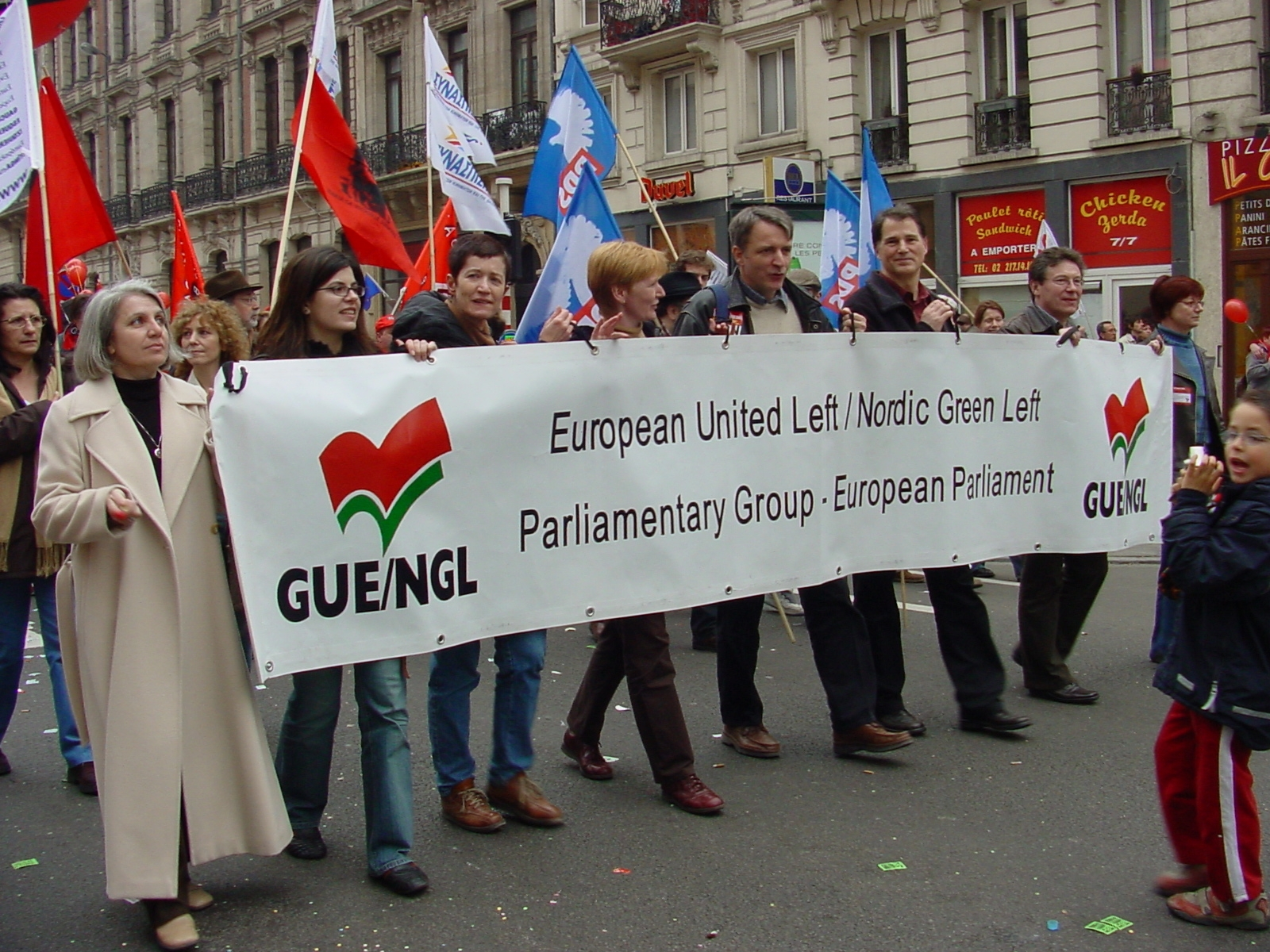
La GUE/NGL à un rassemblement contre la directive Services à Bruxelles.

Le positionnement politique du groupe est résumé par sa déclaration constitutionnelle. C'est sur ce texte que s'engagent les partis membres et les députés associés au groupe à titre individuel. Il développe une ligne politique qu'on pourrait qualifier d'« altereuropéenne », c’est-à-dire opposée à la construction européenne actuelle tout en se disant « profondément attaché à la construction européenne ».
Cette déclaration constitutionnelle pose trois piliers pour la construction d'une autre Europe :
- le changement total des institutions afin de les rendre « pleinement démocratiques »
- un nouveau modèle de développement écologique et rompant avec le néolibéralisme, visant à créer un « espace social commun »
- une politique de codéveloppement et de coopération « équitable ».

Le groupe se pose ainsi dans une ligne ne tranchant pas clairement entre réformisme et révolution, laissant à chaque parti le soin de décider de la façon qu'ils jugent la plus adaptée de parvenir à ces objectifs. De ce fait, il se positionne à la fois « à l'intérieur » des institutions, tentant d'influer sur les décisions prises par codécision, et « à l'extérieur » de par sa volonté d'une « autre Union » qui ferait « table rase de Maastricht »[réf. souhaitée].

## Présidents du groupe
| Portrait                                                   | Titulaire(s) | Début              | Fin             | Pays            | Parti national | Législature               |           |
| ---------------------------------------------------------- | ------------ | ------------------ | --------------- | --------------- | -------------- | ------------------------- | --------- |
| 1                                                          |              | Alonso José Puerta | 6 janvier 1995  | 19 juillet 1999 | Espagne        | Izquierda Unida           | 4e        |
| 2                                                          |              | Francis Wurtz      | 13 octobre 1999 | 13 juillet 2009 | France         | Parti communiste français | 5e        |
| 2                                                          | 6e           | Francis Wurtz      | 13 octobre 1999 | 13 juillet 2009 | France         | Parti communiste français |           |
| 3                                                          |              | Lothar Bisky       | 14 juillet 2009 | 13 mars 2012    | Allemagne      | Die Linke                 | 7e        |
| 4                                                          |              | Gabriele Zimmer    | 13 mars 2012    | 2 juillet 2019  | Allemagne      | Die Linke                 | 7e        |
| 4                                                          | 7e et 8e     | Gabriele Zimmer    | 13 mars 2012    | 2 juillet 2019  | Allemagne      | Die Linke                 |           |
| Martin Schirdewan assure l'intérim du 2 au 18 juillet 2019 |              |                    |                 |                 |                |                           |           |
| 5                                                          |              | Martin Schirdewan  | 18 juillet 2019 | en fonction     | Allemagne      | Die Linke                 | 9e et 10e |
| 5                                                          |              | Manon Aubry        | 18 juillet 2019 | en fonction     | France         | La France insoumise       | 9e et 10e |

## Organisation
Le groupe GUE/NGL est un groupe confédéral : il est composé de délégations nationales et de partis membres. Si les partis membres doivent partager des objectifs politiques communs, exprimés notamment dans la déclaration constitutionnelle, ils restent souverains quant à leur ligne politique. Ainsi, le groupe parlementaire apparaît parfois divisé sur certaines questions.
Les députés du groupe se réunissent régulièrement afin de préparer les séances, débattre sur les lignes politiques et voter des résolutions. Le groupe publie également des rapports sur différents sujets (Organisation mondiale du commerce, amiante, esclavage sexuel, etc.).
Le groupe comporte différents types de membres :
- Les partis membres, qui sont pleinement membres du groupe (ils acceptent la déclaration constitutionnelle).
- Les partis membres associés, qui ne souhaitent pas être membres à part entière.
- Les partis ne souhaitant pas être membres mais dont les députés sont membres associés.

Ces derniers sont notamment des partis trotskistes français, entre 1999 et 2004, le Bloc de gauche portugais, le Mouvement populaire contre l'UE danois et des eurodéputés français élus en 2009 sur les listes du Front de gauche qui ne sont pas membres du Parti communiste français ou du Parti de gauche.[réf. souhaitée]

## Composition actuelle
| Nom | Nom                                                                          | Pays      | Affiliation     | Députés européens |
| --- | ---------------------------------------------------------------------------- | --------- | --------------- | ----------------- |
|     | La Gauche Die Linke                                                          | Allemagne | PGE - MLP       | 3 / 96            |
|     | Parti de protection des animaux Die Tierschutzpartei                         | Allemagne | APEU            | 1 / 96            |
|     | Parti du travail de Belgique (Partij van de Arbeid van België (PVDA)         | Belgique  | PGE             | 2 / 22            |
|     | Parti progressiste des travailleurs Ανορθωτικό Κόμμα Εργαζόμενου Λαού (ΑΚΕΛ) | Chypre    | PGE             | 1 / 6             |
|     | Alliance rouge et verte (Enhedslisten – De Rød-Grønne)                       | Danemark  | ELA - MLP - NGL | 1 / 15            |
|     | Podemos (Podemos)                                                            | Espagne   | MLP - ELA       | 2 / 61            |
|     | Mouvement Sumar                                                              | Espagne   |                 | 1 / 61            |
|     | Euskal Herria Bildu (EH Bildu)                                               | Espagne   | ALE - ELA       | 1 / 61            |
|     | Alliance de gauche (Vasemmistoliitto)                                        | Finlande  | MLP - NGL -ELA  | 3 / 15            |
|     | La France insoumise (LFI)                                                    | France    | MLP - ELA       | 9 / 81            |
|     | Syriza - Alliance progressiste Συνασπισμός Ριζοσπαστικής Αριστεράς (ΣΥΡΙΖΑ)  | Grèce     | PGE             | 4 / 21            |
|     | Sinn Féin (SF)                                                               | Irlande   |                 | 2 / 14            |
|     | Luke 'Ming' Flanagan (Independant)                                           | Irlande   |                 | 1 / 14            |
|     | Mouvement 5 étoiles                                                          | Italie    |                 | 8 / 76            |
|     | Gauche italienne                                                             | Italie    | MLP - PGE       | 2 / 76            |
|     | Parti pour les animaux Partij voor de Dieren (PvdD)                          | Pays-Bas  | APEU            | 1 / 31            |
|     | Bloc de gauche (Bloco de Esquerda)                                           | Portugal  | MLP - ELA       | 1 / 21            |
|     | Parti communiste portugais Partido Comunista Português (PCP)                 | Portugal  |                 | 1 / 21            |
|     | Parti de gauche (Vänsterpartiet)                                             | Suède     | MLP - NGL -ELA  | 2 / 21            |